# 다니엘 스톨
다니엘 아르비드 파발리 스톨(스웨덴어: Daniel Arvid Paavali Ståhl, 1992년 8월 27일~)은 스웨덴의 육상 선수로 주 종목은 원반던지기이다. 2020년 하계 올림픽에서 남자 원반던지기 종목 금메달을 획득했고 세계 선수권 대회에서 금메달 1개, 은메달 1개를 획득했다.
현재 스웨덴 남자 원반던지기 국가 기록을 보유하고 있다.